# Torneo di Wimbledon 1965
Il Torneo di Wimbledon 1965 è stata la 79ª edizione del Torneo di Wimbledon e terza prova stagionale dello Slam per il 1965.
Si è giocato sui campi in erba dell'All England Lawn Tennis and Croquet Club di Wimbledon a Londra, in Gran Bretagna.

## Campioni

### Senior

#### Singolare maschile
Roy Emerson ha battuto in finale  Fred Stolle con il punteggio di 6–2, 6–4, 6–4.

#### Singolare femminile
Margaret Smith Court ha battuto in finale  Maria Bueno con il punteggio di 6–4, 7–5.

#### Doppio maschile
John Newcombe /  Tony Roche hanno battuto in finale  Ken Fletcher /  Bob Hewitt con il punteggio di 7–5, 6–3, 6–4.

#### Doppio femminile
Maria Bueno /  Billie Jean King hanno battuto in finale  Françoise Dürr /  Jeanine Lieffrig con il punteggio di 6–2, 7–5.

#### Doppio misto
Margaret Smith Court /  Ken Fletcher hanno battuto in finale  Judy Tegart Dalton /  Tony Roche con il punteggio di 12–10, 6–3.

### Junior

#### Singolare ragazzi
Vladimir Korotkov ha sconfitto in finale  Georges Goven col punteggio di 6–2, 3–6, 6–3.

#### Singolare ragazze
Ol'ga Morozova ha sconfitto in finale  Raquel Giscafré col punteggio di 6–3, 6–3.